# Organista
L'organista è il musicista che suona l'organo, che può essere a canne, elettromeccanico (ad esempio, l'organo Hammond) o strettamente elettronico.

## Descrizione
Il ruolo dell'organista può essere sia di carattere solistico, che di accompagnamento di solisti, gruppi vocali o strumentali.
Per tradizione, però, la funzione principale dell'organista è il servizio liturgico nelle chiese cattoliche e protestanti, oltre che in alcune sinagoghe ebraiche. Anche in tal caso è prevista l'esecuzione di brani per solo organo oppure l'accompagnamento dell'assemblea o di gruppi corali e strumentali.
Il titolo accademico che si consegue in Italia, dopo uno dei più articolati e complessi programmi di conservatorio, è il diploma in Organo e Composizione organistica, per il conseguimento della quale l'allievo organista, oltre alla specifica tecnica strumentale, deve approfondire lo studio della composizione, del canto gregoriano e dell'improvvisazione.

## Organisti classici e da chiesa
Gli organisti, oltre a svolgere un'attività concertistica, ricoprono un fondamentale ruolo nell'ambito del servizio liturgico ove trovano spazio anche musicisti privi di titoli accademici, ma che comunque svolgono un importantissimo servizio.
L'organo a canne, infatti, viene utilizzato nella tradizione cristiana soprattutto per l'accompagnamento del canto sacro, quale parte integrante della celebrazione eucaristica. I compiti specifici a cui l'organo è preposto possono però variare fra le varie confessioni religiose. Nella Chiesa cattolica all'organista è riconosciuto il ruolo di vero e proprio ministro, anche se di un compito specifico, all'interno della celebrazione liturgica.
Talvolta l'organista ricopre anche l'incarico di maestro di cappella e in tal caso è responsabile dell'istruzione e della direzione del coro. Ad esempio nella Chiesa anglicana l'organista riceve in genere il titolo generico di "Director of Music" (Direttore di Musica) e le sue mansioni ricoprono la direzione di tutta la musica suonata durante le celebrazioni, similmente a quanto avviene nei paesi di area germanica per il "Kantor".
In Italia, invece, il tradizionale ruolo dell'organista si è mantenuto praticamente immutato dal XVI secolo, anche se il prestigio è notevolmente diminuito nel tempo.
Talvolta l'organista viene assistito da uno o più allievi o sostituti che vengono solitamente definiti "secondo organista" oppure "organista sostituto".
Spesso all'organista vengono affidati ruoli d'insegnamento dell'organo e della musica vocale.
Nella storia, l'organista più famoso è indubbiamente Johann Sebastian Bach, il quale portò nel XVIII secolo l'organo alle più alte vette musicali. Vanno ricordati anche Girolamo Frescobaldi, Georg Friedrich Händel, Dietrich Buxtehude, Felix Mendelssohn, Anton Bruckner, Max Reger, Franz Liszt, César Franck, Charles-Marie Widor, Louis Vierne, Maurice Duruflé e Edward Elgar. Gli improvvisatori famosi includono Charles Tournemire, Marcel Dupré, Pierre Cochereau e Pierre Pincemaille.
Un ruolo maggiormente limitato è riservato all'organista teatrale, ovvero al musicista che si occupa di accompagnare all'organo opere musicali eseguite in teatro oppure film muti e spettacoli di vario genere, anche sportivi. Questa attività è diffusa in specie negli Stati Uniti, ove si utilizzano a questi fini anche organi grandiosi dotati di diverse tastiere, numerosi registri ed effetti speciali.